# Megan Nicole
Megan Nicole Flores (Houston, 1 de setembro de 1993), também conhecida como Megan Nicole, é uma cantora, compositora e atriz americana, que estreou no YouTube em 2009.

## Biografia
Flores nasceu em Houston, Texas e é filha de Tammy e Frankie Flores. Ela cresceu em Katy, Texas e se interessou por músicas por volta dos dez anos, quando seu pai comprou uma máquina de karaokê para ela.

## Carreira
Em 2009, Flores começou a upar covers de outros artistas no YouTube, sendo o primeiro deles a canção "Use Somebody" do Kings of Leon. Mais tarde, upou covers de Bruno Mars, Katy Perry, Justin Bieber e Selena Gomez. Ela também possui colaborações com outros artistas do YouTube, como Tiffany Alvord, Alyssa Bernal, Tyler Ward e Conor Maynard.
Flores lançou sua primeira música original, "B-e-a-utiful", em 15 de julho de 2011. A "cantiga pop" recebeu um milhão de visualizações em dois dias e teve 33 milhões de acessos até julho de 2018.
Em agosto de 2012, Flores assinou com a Bad Boy Records. Em setembro de 2012, Nicole alcançou a 29ª posição no Billboard Social 50.
Um artigo de abril de 2014 no The News Tribune afirmou que Flores tinha 1,5 milhões de inscritos e 50 milhões de visualizações nos  vídeos do seu canal do Youtube. Ela também se apresentou na festa pré-show da Radio Disney Music Awards.
Nicole lançou seu extended play de estreia, Escape, em 14 de outubro de 2014. Ele contém cinco músicas originais que foram co-escritas por Nicole e Mgrdichian, sendo um lançamento independente da Hume Records. Para sua divulgação, foi lançado o single "Electrified". O videoclipe "Electrified", que foi inspirado nos anos 80, estreou na People.com em 16 de setembro de 2014.
Nicole estrelou em seu primeiro longa-metragem Summer Forever, ao lado de Alyson Stoner e Anna Grace Barlow. O filme foi lançado em 4 de setembro de 2015 e dirigido por Roman White.
Em 2016, Nicole assinou um contrato para emprestar sua voz ao programa Popples da Netflix, cantando a música "Together With My Friends" e dublando uma personagem chamada Squeaky Pop na segunda temporada do programa. "Eu estava animada com a oportunidade, porque fazer parte do Popples seria uma nova maneira de compartilhar minha voz e fazer algo que nunca fiz antes", revelou a cantora à Billboard.

## Discografia
EPs
- 2013: Something Sweet For the Holidays[11]
- 2014: Escape
- 2018: My Kind Of Party

Álbuns de covers
- 2011: Covers, Vol. 1[12]
- 2012: Covers, Vol. 2[13]

### Singles
| Título                   | Ano  |
| ------------------------ | ---- |
| "B-e-a-utiful"           | 2011 |
| "Summer Forever"         | 2013 |
| "Never Wanna Let You Go" | 2014 |
| "Never Have I Ever"      | 2014 |
| "Electrified"            | 2014 |
| "Alright                 | 2014 |
| "Fun"                    | 2014 |
| "Escape"                 | 2015 |
| "Look At Watcha Done"    | 2015 |
| "Silver Medal"           | 2015 |
| "Safe With Me"           | 2015 |
| "Fever"                  | 2015 |
| "Mascara"                | 2016 |
| "Play It Cool"           | 2016 |
| "My Kind Of Party"       | 2018 |

## Filmografia

### Filmes
| Ano  | Título         | Papel  | Notas           |
| ---- | -------------- | ------ | --------------- |
| 2015 | Summer Forever | Sydney | Papel principal |

### Internet
| Ano           | Título                             | Papel     | Notas        |
| ------------- | ---------------------------------- | --------- | ------------ |
| 2014          | 10 Days of Megan Nicole            | Ela mesma | 10 episódios |
| 2014–presente | Let's Be Friends with Megan Nicole | Ela mesma | 7 episódios  |
| 2016          | Roommates                          | Megan     | 5 episódios  |